# Fellabær
Fellabær  ist ein Ort in der Gemeinde Múlaþing in der Region Austurland im Nordosten von Island. Am 1. Januar 2023 hatte der Ort 403 Einwohner.

## Geografie
Der Ort liegt am Westufer des Sees Lagarfljót, wo dieser in den gleichnamigen Fluss übergeht. Knapp drei Kilometer südwestlich liegt die Stadt Egilsstaðir.

## Verkehr
Durch Fellabær führt die Ringstraße , der größte Teil liegt nördlich von ihr. Östlich von Fellabær befindet sich der Flughafen Egilsstaðir.